# Raoul de Villedieu
 (septembre 2022).
Raoul de Villedieu, né au XIIe siècle et mort le 18 mars 1236, est un bénédictin français, vingt-et-unième abbé du Mont Saint-Michel, de 1225 à 1236.
Raoul de Villedieu, que l’élection choisit au milieu des moines profès de la communauté du Mont-Saint-Michel pour l’élever à la dignité abbatiale comme successeur à Thomas Des Chambres, y a laissé de brillants vestiges. Les arts, que les deux précédents abbés, Raoul des Iles et Thomas Des Chambres semblaient avoir exilés du Mont, où ils s’étaient naturalisés depuis deux siècles, y signalèrent leur retour avec l’architecture et la sculpture.
Raoul, ayant remarqué que, malgré ses belles constructions, le Mont-Saint-Michel manquait de l’une des plus intéressantes parties d’un monastère, conçut le projet de le doter d’un cloître. Comme l’espace manquait pour lui donner l’étendue que réclamait la nature de cet édifice, il voulut que les désavantages de la taille soient compensés par la richesse des matériaux et la somptuosité du travail. L’exécution répondit à ses vœux.
Le cloître construit sous Raoul de Villedieu consiste en une aire de plomb quadrilatérale, entourée de galeries reposant d’un côté, celui de l’esplanade, sur une double ligne de colonnettes de stuc, de l’autre sur un rang de colonnettes en granit. Les fleurs, les trèfles, et les feuilles déchiquetées sont les motifs et les ornements principaux de cet édifice, où le génie architectonique du XIIIe siècle semble présager les combinaisons du style des siècles suivants.
C’est surtout dans la décoration du côté de la galerie qui borde le préau intérieur, que s’est complu le créateur du cloître. L’élégance des chapiteaux, la délicatesse des rosaces et des feuillages, qui s’épanouissent aux entre-colonnes ou courent en guirlandes au-dessus. La diversité de ces ornements n’exclut pas, dans chaque travée, un caractère spécial pour harmoniser cette diversité dans une tendance unitaire. Ainsi les entre-colonnes ornées, dans la galerie orientale, de grandes fleurs épanouies, offrent au midi des fleurs placées au milieu de trois plus petites ; à l’ouest, des feuillages affectent dans leurs élancements des formes triangulaires, et au nord, des ornements analogues où se jouent des animaux. Les cordons qui les surmontent sont formés, au midi de feuilles d’acanthe, à l’ouest de petits fleurons, de feuilles de vigne, au nord et à l’est de séries variées de ces divers ornements.
Cette galerie, qui n’offre qu’une longueur de vingt-et-un mètres environ à l’est et à l’ouest, présente un développement de vingt-huit mètres au nord et au sud. Les dépenses considérables qu’exigea cette entreprise ne furent cependant pas telles, que Raoul de Villedieu ne trouve encore, dans l’administration des revenus de son abbaye, les moyens d’en développer les richesses. Ce fut en effet par ses acquêts que les seigneuries de Bretteville et de Verson s’augmentèrent de tout ce que Guillaume de Brée, esq., et Rauxlin, seigneur de Noyant, possédaient d’immeubles et de rentes, tant en leur nom qu’en celui de la femme de ce dernier, dans les enclaves de ces domaines. Guillaume de Malleto, Alexandre et Héliot du Homme, lui vendirent également des propriétés sises dans le territoire de Bretteville.
Seules les ardentes prétentions de l’évêque d’Avranches jetèrent des nuages dans la sérénité de cette époque prospère. Ce pontife, dont le caractère pacifique de Thomas Des Chambres et de Raoul de Villedieu avait exalté les ambitieux projets, voulut, au mépris des privilèges accordés au couvent par ses prédécesseurs, et consacrés par un exercice de deux siècles, régner et commander en maître dans l’intérieur du monastère : non content d’y avoir fait des visites pastorales, et d’y avoir même présidé les scrutins du chapitre, il tenta d’y dicter des ordonnances.
Raoul, ne voulant se soumettre au joug de ces usurpations, porta ses plaintes en cour de Rome. L’intervention du souverain pontife éteignit, dans une transaction, l’hostilité de ces conflits. L’archidiaconé du Mont-Saint-Michel, dont les pouvoirs reposaient entre les mains de l’abbé, recouvra tous ses anciens privilèges, moins les rejets d’appel et le droit d’évocation que ressaisit la juridiction épiscopale. Cette transaction renfermait également une clause qui, d’après un ancien usage, imposait à tout propriétaire d’une maison au Mont-Saint-Michel l’obligation d’accompagner, le mardi après la Pentecôte, la procession que les moines faisaient à la cathédrale d’Avranches, et d’y déposer un denier sur le maître-autel.
À la mort de Raoul de Villedieu, survenue la même année que celle de l’évêque d’Avranches, sa dépouille fut inhumée dans son monastère.